# Chrotomys
Chrotomys (Thomas, 1895) è un genere di Roditori della famiglia dei Muridi.

## Descrizione

### Dimensioni
Al genere Chrotomys appartengono roditori di medie dimensioni, con lunghezza della testa e del corpo tra 150 e 196 mm, la lunghezza della coda tra 90 e 120 mm e un peso fino a 190 g.

### Caratteristiche craniche e dentarie
Il cranio è robusto e presenta un rostro fortemente affusolato con le ossa nasali corte e troncate, la scatola cranica è ampia, le arcate zigomatiche sono sottili e le bolle timpaniche sono relativamente piccole. I fori palatali anteriori sono corti. Gli incisivi superiori sono grandi e proodonti, ovvero con le punte rivolte in avanti, i molari sono piccoli e con una caratteristica disposizione a bacino delle cuspidi.
Sono caratterizzati dalla seguente formula dentaria:

### Aspetto
La pelliccia è lunga, densa e soffice. Sono caratterizzati da una striscia arancione che si estende dalla metà del muso fino alla base della coda, ancor più accentuata da due bande nere che scorrono ai suoi lati. Il muso è lungo ed appuntito, gli occhi sono piccoli, le orecchie sono relativamente grandi ed arrotondate. Le zampe anteriori sono grandi, fornite di dita robuste ognuna munita di artigli spatolati. I piedi sono lunghi e sottili. Il quinto dito è corto e raggiunge a malapena la base del quarto dito. La coda è leggermente più corta della testa e del corpo ed è finemente ricoperta di peli e di anelli di scaglie. Le femmine hanno due paia di mammelle inguinali.

## Distribuzione
Sono roditori terricoli diffusi nelle Filippine.

## Tassonomia
Il genere comprende 4 specie.
- Chrotomys gonzalesi
- Chrotomys mindorensis
- Chrotomys sibuyanensis
- Chrotomys whiteheadi